# Varnavas
Varnavas (griechisch Βαρνάβας (m. sg.)) ist eine Kleinstadt mit 1308 Einwohnern (2011) und ein Gemeindebezirk der Gemeinde Marathon in der griechischen Region Attika mit rund 2500 Einwohnern. Von 1912 bis zu ihrer Eingemeindung nach Marathon war sie eine selbständige Landgemeinde im Präfekturbezirk Ostattika.
Varnavas liegt etwa 35 km nordwestlich des Athener Stadtzentrums am südlichen Golf von Euböa. Das Zentrum befindet sich in rund 450 Metern Höhe, 12 km von der ägäischen Küste entfernt, an der Varnavas mit einem rund sieben Kilometer langen Abschnitt teilhat. Westlich grenzt Varnavas an die Gemeinde Oropos, im Osten liegend die Gemeindebezirke Marathon und Grammatiko. 
Genaueres über die antike Besiedlung des Gebiets ist nicht bekannt, auf dem Gemeindegebiet wurde der antike Ort Semachidai vermutet, für den es allerdings keine Belege gibt. Der Legende nach soll der Ort nach dem Heiligen Barnabas benannt sein, der hier missionierte; wahrscheinlicher jedoch ist die Theorie, dass er von einem hier begüterten Landbesitzer seinen Namen erhielt. 
Ursprünglich war das Dorf von Arvaniten besiedelt, die hier zunächst Viehwirtschaft betrieben. Später entwickelte sich auch Acker- und Gartenbau, vor allem der Weinbau. Durch die Lage des Ortes nahe am dichtest besiedelten Raum Griechenlands waren im 20. Jahrhundert die Einwohner auch als Arbeiter in Fabriken oder in der Bauwirtschaft tätig, in den letzten Jahrzehnten boomt die Stadt durch den Zuzug von Einwohnern aus dem Athener Raum. Das albanische Element ist nahezu verschwunden, Viehwirtschaft und bäuerliche Berufe gehen zugunsten von Tätigkeiten des Dienstleistungssektors stark zurück. Durch seinen Strand mit seiner hohen Wasserqualität ist Varnavas auch ein bedeutender Ferien- und Naherholungsort für die Metropolregion Athen.
In Varnavas finden sich einige Sehenswürdigkeiten, so die Ruine eines Turms aus dem 5. Jahrhundert vor Christus und ein Turm aus byzantinischer Zeit, die byzantinischen Kirchen Agios Georgios und Agia Paraskevi und die hölzerne Ikonostase in der den Heiligen Peter und Paul geweihten Hauptkirche.
Zu den regelmäßigen Festen der Gemeinde gehören das Fest Peter und Paul am 29. Juni und diverse jährlich im Sommer stattfindende Kulturfestivals wie „Die Wellen des Meeres“ (Ta Kýmata tis Thálassas, Τα Κύματα της Θάλασσας).
Der Ort verfügt über eine Kinderkrippe, einen Kindergarten und eine Grundschule, die medizinische Versorgung wird durch ein „Gesundheitszentrum“ in der Nachbargemeinde Kapandriti gesichert, wo sich auch eine Polizeistation befindet.
Ortsteile
Varnavas hat keine Gliederung in Ortschaften. Neben dem namengebenden Hauptort gehören zur Gemeinde die Siedlungen
- Agia Paraskevi (Αγία Παρασκευή)
- Agii Dimitrios ke Panteleimon (Άγιοι Δημήτριος και Παντελεήμων)
- Agios Ioannis (Άγιος Ιωάννης)
- Limionas (Λιμνιώνας)
- Moni Metmorfoseos Sotiros (Μονή Μεταμορφώσεως Σωτήρος)
- Moni Panagias (Μονή Παναγίας)
- Pourithi (Πουρίθι)